# Solido
Solido – francuski producent zabawek, wytwarzający przede wszystkim metalowe modele kolekcjonerskie samochodów i pojazdów wojskowych. Zabawki pod marką Solido produkowane są od 1932 roku do chwili obecnej (2021), przy tym od lat 70. miał miejsce szereg przekształceń organizacyjnych przedsiębiorstwa i zmian własnościowych marki.

## Historia

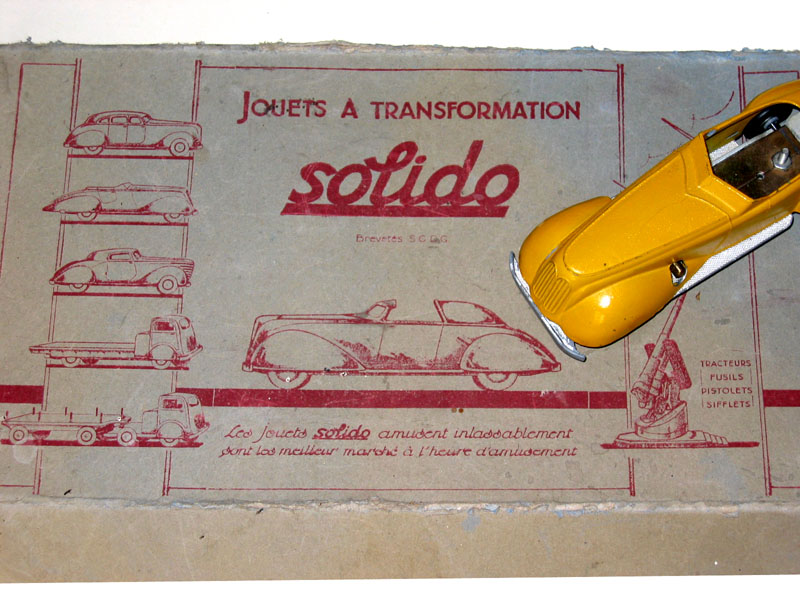
Model z 1938 roku oraz opakowanie zestawu

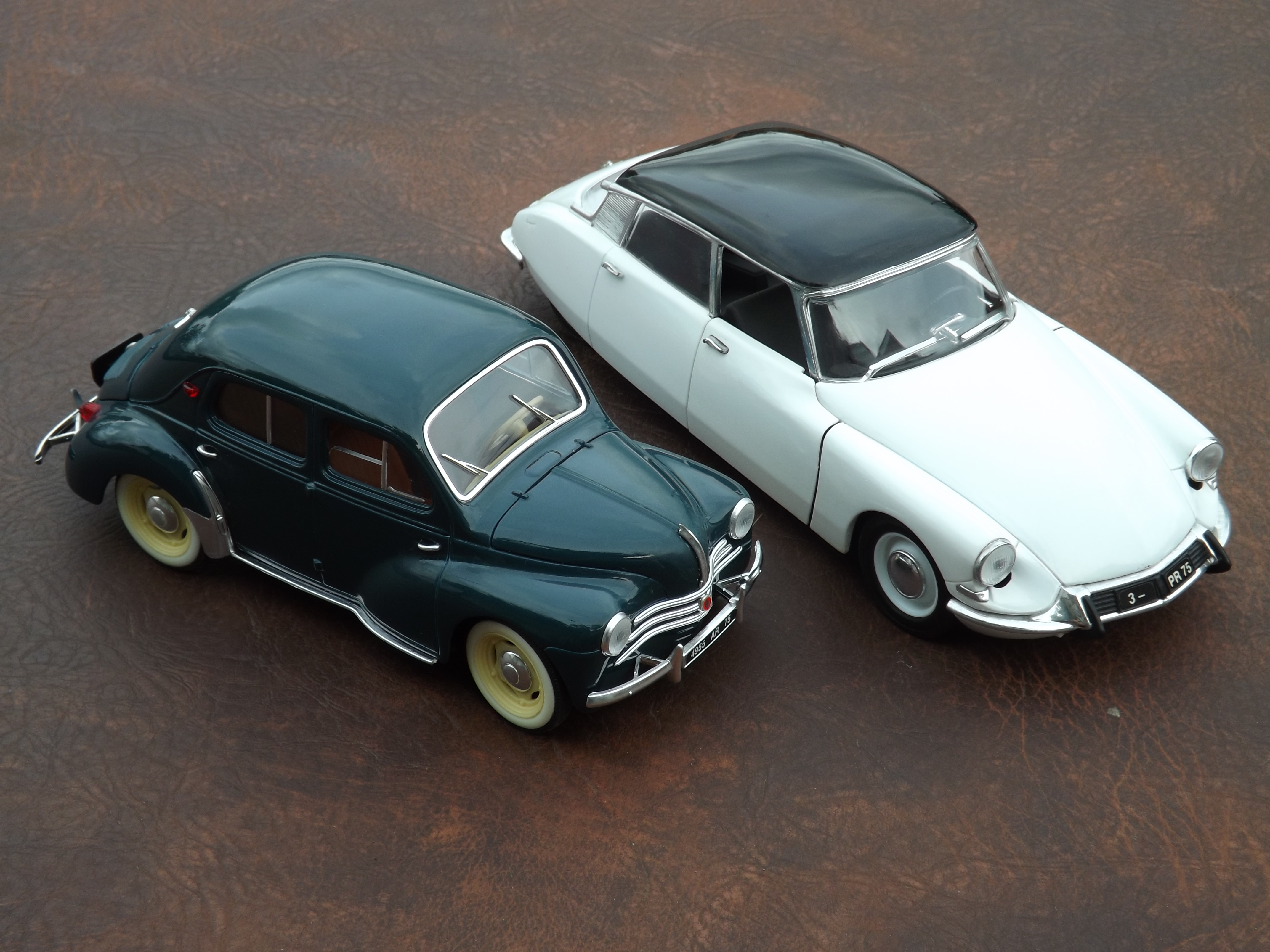
Citroën DS19 i Renault 4CV w skali 1:18

Przedsiębiorstwo produkujące zabawki Solido zostało założone w 1932 roku. Pierwotnie jego właścicielem była rodzina De Vazeilles. Początkowo wykonywało z zamaku (stopu cynku i aluminium) zabawki – fantazyjne modele pojazdów. Jako pierwsza powstała seria Major w skali 1:35, od 1933 roku seria Junior w skali 1:40, a od 1935 roku seria Baby w skali 1:50. Modele oparte były na standaryzowanych podwoziach i sprzedawano je także w zestawach do montażu, część miała napęd sprężynowy. Po II wojnie światowej produkowano także serię Mosquito w skali zbliżonej do 1:60.
Od 1957 roku przedsiębiorstwo wprowadziło serię modeli odwzorowujących rzeczywiste samochody w skali 1:43 (seria 100), po raz pierwszy na świecie posiadających resorowane zawieszenie. W 1961 roku, również po raz pierwszy na świecie, Solido wprowadziło model samochodu z otwieranymi drzwiami (Lancia Flaminia Coupe). Od 1966 roku niektóre modele były wyposażane w oświetlenie. W 1972 rozpoczęto produkcję nowej serii samochodów (seria 10). Oprócz modeli samochodów w skali 1:43, przedsiębiorstwo produkowało też m.in. samochody w skali 1:32 (seria 300). W latach 80. wprowadzono też modele w większej skali 1:18.
Od 1961 roku przedsiębiorstwo zaczęło produkować kompletne i pomalowane modele pojazdów wojskowych (die-cast) w skali około 1:50 (z przedziału 1:43 – 1:55). W dalszych latach w produkcji oprócz metalu zaczęto wykorzystywać żywice epoksydowe i tworzywa sztuczne.
W latach 70. rodzina De Vazeilles sprzedała z powodu kryzysu gospodarczego większość udziałów w przedsiębiorstwie konsorcjum Le jouet Francais, po czym utworzono spółkę Heller-Solido. Przedsiębiorstwo przechodziło w dalszych dekadach szereg przekształceń własnościowych, a marka i wzory zabawek Solido trafiały do kolejnych właścicieli. W 1980 roku spółka Heller-Solido uległa likwidacji, a markę Solido przejęło wkrótce potem francuskie przedsiębiorstwo Majorette, tworząc spółkę zależną Solido SA. Od 1984 roku powstała także spółka zależna Solido: VeReM, tworząca m.in. modele wojskowe z żywicy, a także produkująca inne wersje modeli Solido. Majorette ogłosiła jednak upadłość w 1992 roku i została przejęta przez francuską spółkę Ideal, zaś marka Solido trafiła do spółki Majodis. W 1996 roku grupa tych spółek została przejęta przez niemiecką grupę Triumph-Adler. W 1997 roku doszło do połączenia marek Solido i VeReM.
W 2003 roku Majorette i Solido zostały zakupione przez Smoby Group, tworząc jedno przedsiębiorstwo Smoby Majorette. W 2007 roku jednakże przedsiębiorstwo ponownie stało się niewypłacalne i w 2008 roku zostało zakupione przez francuską grupę inwestycyjną MI 29. W 2010 roku ostatecznie Majorette zostało częścią wielkiej niemieckiej grupy zabawkarskiej Simba Dickie Group. W drugiej dekadzie XXI wieku grupa Simba Dickie zdecydowała odświeżyć markę Solido, wypuszczając nową gamę produkcyjną modeli wysokiej jakości, w skalach 1:18 i 1:43, w oparciu o doświadczenia zespołu odpowiadającego za marki OttOmobile i GT Spirit.